# جائزة زي سيني لأفضل ممثل حسب النقاد
جائزة زي سيني لأفضل ممثل حسب النقاد هي فئة من جوائز زي سيني الفنية، تمنح سنويا من قبل لجنة تحكيم تنظمها شركة زي للمشاريع الترفيهية في شكل احتفالية ضخمة لتوزيع جوائز الصناعة السينمائية الهندية.

## الأكثر فوزا
| المرات | الحائزون                                                                               |
| ------ | -------------------------------------------------------------------------------------- |
| 2      | هريثيك روشان رانبير كابور رانفير سينغ أميتاب باتشان                                    |
| 1      | بانكاج كابور شرياس تالبادي سانجاي دوت دارشيل سفاري شاه روخ خان فرحان اختر فارون دهاوان |

## الفائزون
أسماء الممثلين الحائزين على جائزة زي سيني لأفضل ممثل حسب النقاد :
| السنة | الفائزون                  | الفيلم                         |
| ----- | ------------------------- | ------------------------------ |
| 2005  | بانكاج كابور              | Maqbool                        |
| 2006  | شرياس تالبادي             | Iqbal                          |
| 2007  | سانجاي دوت                | استمر يا مونا بهاي (فيلم هندي) |
| 2008  | دارشيل سفاري              | نجوم على الأرض                 |
| 2011  | هريثيك روشان              | غوزاريش                        |
| 2012  | شاه روخ خان               | دون 2                          |
| 2013  | رانبير كابور              | بارفي (فيلم)                   |
| 2014  | فرحان اختر                | Bhaag Milkha Bhaag             |
| 2016  | أميتاب باتشان رانفير سينغ | بيكو باجيراو ماستاني           |
| 2017  | أميتاب باتشان             | Pink                           |
| 2018  | فارون دهاوان              | عروس بدرينات                   |
| 2019  | رانبير كابور              | سانجو                          |
| 2020  | هريثيك روشان              | سوبر 30 ‏                       |